# Comté de Scotland (Missouri)
Pour les articles homonymes, voir Comté de Scotland.
Le comté de Scotland, en anglais : Scotland County, est un comté du Missouri aux États-Unis. Le siège du comté se situe à Memphis. Le comté date de 1841 et il fut nommé en référence à l'Écosse. Au recensement de 2000, la population était constituée de 4 983 individus.

## Géographie
Selon le bureau du recensement des États-Unis, le comté totalise une surface 1 138 km2 dont 2 km2 d’eau. 

### Comtés voisins
- Comté de Davis (Iowa)  (nord-est)
- Comté de Van Buren (Iowa)  (nord-est)
- Comté de Clark (Missouri)  (est)
- Comté de Knox (Missouri)  (sud)
- Comté d'Adair (Missouri)  (sud-ouest)
- Comté de Schuyler (Missouri)  (ouest)

### Routes principales
- U.S. Route 136
- Missouri Route 15

## Démographie
Selon le recensement de 2000, sur les 4 983 habitants, on retrouvait 1 902 ménages et 1 302 familles dans le comté. La densité de population était de quatre habitants par km2 et la densité d’habitations (2 292 au total)  était de deux habitations par km2. La population était composée de 98,82 % de blancs, de 0,2 % d’afro-américains, de 0,14 % d’amérindiens et de 0,08 % d’asiatiques.
32,40 % des ménages avaient des enfants de moins de 18 ans, 58,2 % étaient des couples mariés. 28,6 % de la population avait moins de 18 ans, 7,6 % entre 18 et 24 ans, 24,1 % entre 25 et 44 ans, 20,8 % entre 45 et 64 ans et 19 % au-dessus de 65 ans. L’âge moyen était de 37 ans. La proportion de femmes était de 100 pour 94,3 hommes.
Le revenu moyen d’un ménage était de 27 409 dollars.

## Villes et cités
| - Arbela - Granger | - Memphis - Rutledge | - South Gorin |